# Monika Rost
Monika Rost (* 21. Februar 1943 in Dresden) ist eine deutsche Gitarristin und Lautenistin. Sie wirkte mehrere Jahrzehnte als Musikpädagogin an der Hochschule für Musik Franz Liszt in Weimar.

## Leben
Monika Rost wurde 1943 in Dresden als Tochter von Margarete und Rudolf Rost geboren. Sie besuchte das Musikgymnasium Schloss Belvedere in Weimar und studierte anschließend an der Hochschule für Musik Franz Liszt das Fach Gitarre bei Ursula Peter sowie Komposition bei Johann Cilenšek und Werner Hübschmann. In der Folge war sie selbst mehr als 20 Jahre lang als Professorin für Gitarre und fast 10 Jahre lang als Leiterin des Instituts für Gitarre an der Hochschule für Musik in Weimar tätig. Zu ihren zahlreichen Schülern zählen Nora Buschmann, Samuel und Laura Klemke, Christian Rosenau und Tomasz Zawierucha. Neben ihrer Lehrtätigkeit in Weimar leitete Rost Meisterklassen in Europa und in den Vereinigten Staaten.
 

Im Jahr 2008 ging Monika Rost in den Ruhestand. Ihre Nachfolgerin als Leiterin des Instituts für Gitarre, Christiane Spannhof, würdigte sie mit folgenden Worten: 

„Sie prägte das Institut und ganze Studentengenerationen mit ihrem unvergleichlichen Können, künstlerischem Glanz, reicher Erfahrung, charismatischer Aura und mit sehr viel Herz.“

Als Solistin oder im Duo mit ihrem Ehemann, dem Gitarristen Jürgen Rost, unternahm Monika Rost Konzertreisen in viele Länder, darunter Bulgarien, Frankreich, Italien, Norwegen, Polen, Schweden, Syrien, die Tschechoslowakei und Ungarn. Sie spielte mit dem Kammerorchester Virtuosi Saxoniae, dem Ensemble Cappella Sagittariana Dresden und den Dresdner Bachsolisten.
Bei zahlreichen Wettbewerben war Rost als Jurorin tätig, unter anderem beim Internationalen Jugendwettbewerb für Gitarre „Andrés Segovia“ in Velbert.
Auf die Initiative von Monika und Jürgen Rost hin wurde 1992 der Gitarreverein Weimar e. V. „zur Förderung des künstlerischen Nachwuchses und der pädagogischen, künstlerischen und wissenschaftlichen Bereiche des Gitarre- und Lautenspiels“ gegründet. Der Verein veranstaltet alle zwei Jahre die Anna Amalia Competition, einen internationalen Nachwuchswettbewerb für junge Gitarristen.

## Preise (Auswahl)
- 1972: 1. Preis beim Concours International de la Guitare von Radio France, Paris, „mit besonderem Glückwunsch der Jury“
- 1973: Goldmedaille im Duo mit Jürgen Rost beim Instrumentalwettbewerb im Rahmen der X. Weltfestspiele 1973 in Ost-Berlin.[2][8]